# Purísima del Progreso
Purísima del Progreso är en ort i Mexiko.   Den ligger i kommunen Irapuato och delstaten Guanajuato, i den centrala delen av landet, 270 km nordväst om huvudstaden Mexico City. Purísima del Progreso ligger 1 762 meter över havet och antalet invånare är 1 932.
Terrängen runt Purísima del Progreso är lite kuperad. Runt Purísima del Progreso är det tätbefolkat, med 276 invånare per kvadratkilometer. Närmaste större samhälle är Irapuato, 13,2 km söder om Purísima del Progreso. Trakten runt Purísima del Progreso består till största delen av jordbruksmark.